# ਕ਼
Cette page contient des caractères spéciaux ou non latins. S’ils s’affichent mal (▯, ?, etc.), consultez la page d’aide Unicode.
ਕ਼, transcrit q, est une consonne additionnelle de l’alphasyllabaire gurmukhi utilisée pour transcrire le qāf ‹ ق › de l’écriture arabe. Elle est composée d’un ka ‹ ਕ › et d’un point souscrit.

## Utilisation
Dans la transcription ISO 15919, ਕ਼ représente une consonne occlusive uvulaire sourde [q] qāf, transcrite ‹ ق › avec l’écriture arabe, par exemple utilisée pour transcrire le nom de Mukhtar Abbas Naqvi (en), ‹ نقوی › Naqvi transcrit ‹ ਨਕ਼ਵੀ ›.

## Représentations informatiques
Ses caractères Unicode sont :
| formes | représentations | chaînes de caractères | points de code       | descriptions                                                             |
| ------ | --------------- | --------------------- | -------------------- | ------------------------------------------------------------------------ |
| pleine | ਕ਼               | ਕ਼                     | U+0A15 U+0A3C        | lettre gurmukhi ka, diacritique gurmukhi noukta                          |
| morte  | ਕ਼੍               | ਕ਼◌੍                    | U+0A15 U+0A3C U+0A4D | lettre gurmukhi ka, diacritique gurmukhi noukta, symbole gurmukhi virama |